# Valle de Ela
El Valle de Ela  (en hebreo: עמק האלה, Emek HaElah; en árabe: Wadi es-Sunt) es más conocido como el lugar descrito en la Biblia donde los israelitas estaban acampados cuando David se enfrentó a Goliat (1 Sam. 17:2, 19). Estaba cerca de Azeca y Soco (17:1). 
El Valle de Elah ha adquirido nueva importancia como punto de apoyo para el argumento de que Israel era más que una jefatura tribal en la época del rey David. En Khirbet Qeiyafa, al suroeste de Jerusalén, en el valle de Elah, el profesor Yosef Garfinkel ha descubierto una ciudad fortificada de la segunda Edad de Hierro fechado en algún momento entre el 1050 y 915 antes de Cristo. Las fortificaciones se ha dicho apoyan el relato bíblico de una monarquía unida al principio de la segunda Edad de Hierro.